# E-Fan X
 (octobre 2024).
La mise en forme du texte ne suit pas les recommandations de Wikipédia : il faut le « wikifier ».
Les points d'amélioration suivants sont les cas les plus fréquents :
- Les titres sont pré-formatés par le logiciel. Ils ne sont ni en capitales, ni en gras.
- Le texte ne doit pas être écrit en capitales (les noms de famille non plus), ni en gras, ni en italique, ni en « petit »…
- Le gras n'est utilisé que pour surligner le titre de l'article dans l'introduction, une seule fois.
- L'italique est rarement utilisé : mots en langue étrangère, titres d'œuvres, noms de bateaux, etc.
- Les citations ne sont pas en italique mais en corps de texte normal. Elles sont entourées par des guillemets français : « et ».
- Les listes à puces sont à éviter, des paragraphes rédigés étant largement préférés. Les tableaux sont à réserver à la présentation de données structurées (résultats, etc.).
- Les appels de note de bas de page (petits chiffres en exposant, introduits par l'outil «  Source ») sont à placer entre la fin de phrase et le point final[comme ça].
- Les liens internes (vers d'autres articles de Wikipédia) sont à choisir avec parcimonie. Créez des liens vers des articles approfondissant le sujet. Les termes génériques sans rapport avec le sujet sont à éviter, ainsi que les répétitions de liens vers un même terme.
- Les liens externes sont à placer uniquement dans une section « Liens externes », à la fin de l'article. Ces liens sont à choisir avec parcimonie suivant les règles définies. Si un lien sert de source à l'article, son insertion dans le texte est à faire par les notes de bas de page.
- La présentation des références doit suivre les conventions bibliographiques. Il est recommandé d'utiliser les modèles {{Ouvrage}}, {{Chapitre}}, {{Article}}, {{Lien web}} et/ou {{Bibliographie}}. Le mode d'édition visuel peut mettre en forme automatiquement les références.
- Insérer une infobox (cadre d'informations à droite) n'est pas obligatoire pour parachever la mise en page.

Pour une aide détaillée, merci de consulter Aide:Wikification.
Si vous pensez que ces points ont été résolus, vous pouvez retirer ce bandeau et améliorer la mise en forme d'un autre article.
L'Airbus/Rolls-Royce/Siemens E-Fan X était un démonstrateur d'avion hybride électrique développé par Airbus, Rolls-Royce plc et Siemens, annoncé en novembre 2017. S'inscrivant dans la vision Flightpath 2050 de la Commission européenne pour un transport durable, le projet visait un avion hybride monocouloir avec un moteur électrique de 2 MW (2 700 hp) et un turbomoteur AE2100. En avril 2020, il a été annulé à cause de la pandémie de COVID-19. Le projet avait pour objectif d'établir des exigences de certification pour les avions électriques. Lors du Salon de Farnborough en 2018, le soutien du gouvernement britannique a été annoncé. En 2019, Rolls-Royce a acquis la branche de propulsion électrique de Siemens. L'électronique de puissance devait alimenter un moteur SP2000 de 2 MW (2 700 hp), visant à améliorer les performances de vol en termes de bruit et d'émissions.

## Caractéristiques techniques
- Type : Banc d'essai
- Fabricant : Airbus / Rolls-Royce plc / Siemens
- Statut : Annulé
- Développé à partir de : British Aerospace 146
- Moteur : Siemens 2 MW électrique
- Turbomoteur : Rolls-Royce AE2100
- Poussée unitaire (remplacement) : 31,2 kN (7,000 lbf)
- Moteur électrique : Siemens SP2000 de 2 MW
- Générateur : 2,5 MW
- Batterie : 2 tonnes (4,409 lb)
- Distribution électrique : 3 000 V DC
- Poussée de référence : AE3007 (similaire à celle du Citation X)
- Applications des moteurs électriques : Amélioration du rapport puissance/poids
- Effets de gestion de la manette des gaz : Électrique
- Problèmes thermiques : Gestion des effets thermiques
- Avion testé : BAe 146
- Date d'annonce : 28 novembre 2017
- Année de premier vol prévu : 2020
- Annulation du programme : avril 2020